# Anke Reschwamm-Schulze
Anke Reschwamm-Schulze (ur. 8 grudnia 1972 w Budziszynie) – niemiecka biegaczka narciarska, zawodniczka klubu SC Willingen.

## Kariera
Po raz pierwszy na arenie międzynarodowej Anke Reschwamm-Schulze pojawiła w marcu 1992 roku, startując na mistrzostwach świata juniorów w Vuokatti. Wywalczyła tam srebrny medal w biegu na 15 km stylem dowolnym, a w biegu na 5 km techniką klasyczną zajęła piętnaste miejsce.
Następnie wystąpiła w zawodach Pucharu Kontynentalnego 5 grudnia 1992 roku w Tauplitz, gdzie zajęła 21. miejsce w biegu na 5 km techniką klasyczną. W Pucharze Świata zadebiutowała 18 grudnia 1992 roku w Val di Fiemme, zajmując 35. miejsce w biegu na 15 km stylem dowolnym. Pierwsze punkty wywalczyła dopiero 18 grudnia 1993 roku w Davos, plasując się na 23. pozycji w biegu na 10 km techniką dowolną. W klasyfikacji generalnej sezonu 1993/1994 zajęła ostatecznie 57. miejsce. Najlepsze wyniki w Pucharze Świata osiągnęła w sezonie 1996/1997, który ukończyła na 22. miejscu. Nie stała na podium indywidualnych zawodów pucharowych, ale wraz z koleżankami z reprezentacji dwukrotnie stawała na podium w sztafecie.
Pierwszą seniorską imprezą w jej karierze były mistrzostwa świata w Falun w 1993 roku, gdzie była między innymi czterdziesta w biegu łączonym 5+10 km oraz dziesiąta w sztafecie. Startowała także na mistrzostwach w latach 1995–2001 i 2005 roku, najlepszy wynik osiągając podczas mistrzostw świata w Trondheim w 1997 roku, gdzie w biegu łączonym 5+10 km była siódma. W 1998 roku wystąpiła na igrzyskach olimpijskich w Nagano zajmując piąte miejsce w sztafecie i 26. miejsce na dystansie 30 km techniką dowolną. Cztery lata później, podczas igrzysk olimpijskich w Salt Lake City w sprincie stylem dowolnym była dziesiąta. W 2006 roku zakończyła karierę.

## Osiągnięcia

### Igrzyska olimpijskie
| Miejsce | Dzień     | Rok  | Miejscowość    | Konkurencja             | Czas biegu | Strata  | Zwyciężczyni      |
| ------- | --------- | ---- | -------------- | ----------------------- | ---------- | ------- | ----------------- |
| 38.     | 8 lutego  | 1998 | Nagano         | 15 km stylem klasycznym | 46:55,4    | +4:58,6 | Olga Daniłowa     |
| 37.     | 10 lutego | 1998 | Nagano         | 5 km stylem klasycznym  | 17:37,9    | +1:46,8 | Łarisa Łazutina   |
| 31.     | 12 lutego | 1998 | Nagano         | 5+10 km łączony         | 46:06,9    | +3:23,5 | Łarisa Łazutina   |
| 5.      | 15 lutego | 1998 | Nagano         | Sztafeta 4 × 5 km       | 55:13,5    | +1:41,9 | Rosja             |
| 26.     | 20 lutego | 1998 | Nagano         | 30 km stylem dowolnym   | 1:22:01,5  | +8:53,1 | Julija Czepałowa  |
| 35.     | 9 lutego  | 2002 | Salt Lake City | 15 km stylem dowolnym   | 39:54,4    | +3:58,7 | Stefania Belmondo |
| 10.     | 19 lutego | 2002 | Salt Lake City | Sprint stylem dowolnym  | 3:10,6     | –       | Julija Czepałowa  |

### Mistrzostwa świata
| Miejsce | Dzień     | Rok  | Miejscowość | Konkurencja             | Czas biegu | Strata   | Zwyciężczyni        |
| ------- | --------- | ---- | ----------- | ----------------------- | ---------- | -------- | ------------------- |
| 48.     | 21 lutego | 1993 | Falun       | 5 km stylem klasycznym  | 14:07,6    | +1:23,7  | Łarisa Łazutina     |
| 40.     | 23 lutego | 1993 | Falun       | 5+10 km pościgowy       | 40:19,0    | +3:37,6  | Stefania Belmondo   |
| 10.     | 25 lutego | 1993 | Falun       | Sztafeta 4 × 5 km       | 54:15,7    | +3:42,2  | Rosja               |
| 47.     | 27 lutego | 1993 | Falun       | 30 km stylem dowolnym   | 1:22:41,3  | +11:09,9 | Stefania Belmondo   |
| 25.     | 12 marca  | 1995 | Thunder Bay | 5 km stylem klasycznym  | 15:23,7    | +4:17,6  | Łarisa Łazutina     |
| 25.     | 10 marca  | 1995 | Thunder Bay | 15 km stylem klasycznym | 41:27,5    | +1:26,2  | Łarisa Łazutina     |
| 10.     | 14 marca  | 1995 | Thunder Bay | 5+10 km pościgowy       | 43:19,6    | +2:05,5  | Łarisa Łazutina     |
| 5.      | 16 marca  | 1995 | Thunder Bay | Sztafeta 4 × 5 km       | 53:47,6    | +3:30,5  | Rosja               |
| 20.     | 21 lutego | 1997 | Trondheim   | 15 km stylem dowolnym   | 36:28,2    | +2:33,1  | Jelena Välbe        |
| 11.     | 23 lutego | 1997 | Trondheim   | 5 km stylem klasycznym  | 13:32,7    | +20,6    | Jelena Välbe        |
| 7.      | 24 lutego | 1997 | Trondheim   | 5+10 km pościgowy       | 39:13,5    | +1:34,2  | Stefania Belmondo   |
| 6.      | 27 lutego | 1997 | Trondheim   | Sztafeta 4 × 5 km       | 56:40,2    | +2:03,4  | Rosja               |
| 53.     | 22 lutego | 1999 | Ramsau      | 5 km stylem klasycznym  | 12:49,8    | +2:01,8  | Bente Skari         |
| 33.     | 23 lutego | 1999 | Ramsau      | 5+10 km pościgowy       | 42:27,9    | +4:12,4  | Stefania Belmondo   |
| 37.     | 21 lutego | 2001 | Lahti       | Sprint stylem dowolnym  | 3:41,5     | –        | Pirjo Manninen      |
| 20.     | 17 lutego | 2005 | Oberstdorf  | 10 km stylem dowolnym   | 26:27,6    | +1:50,1  | Kateřina Neumannová |
| 41.     | 19 lutego | 2005 | Oberstdorf  | 15 km łączony           | 42:16,8    | +4:24,6  | Julija Czepałowa    |

### Mistrzostwa świata juniorów
| Miejsce | Dzień    | Rok  | Miejscowość | Konkurs                | Wynik   | Strata | Zwyciężczyni        |
| ------- | -------- | ---- | ----------- | ---------------------- | ------- | ------ | ------------------- |
| 15.     | 18 marca | 1992 | Vuokatti    | 5 km stylem klasycznym | 14:39,3 | +49,2  | Kateřina Neumannová |
| 2.      | 22 marca | 1992 | Vuokatti    | 15 km stylem dowolnym  | 38:31,6 | +11,4  | Olga Korniejewa     |

### Puchar Świata

#### Miejsca w klasyfikacji generalnej
- sezon 1993/1994: 57.
- sezon 1994/1995: 30.
- sezon 1995/1996: 28.
- sezon 1996/1997: 22.
- sezon 1997/1998: 73.
- sezon 1998/1999: 59.
- sezon 1999/2000: 52.
- sezon 2000/2001: 47.
- sezon 2001/2002: 45.
- sezon 2002/2003: 45.
- sezon 2003/2004: 49.
- sezon 2004/2005: 50.
- sezon 2005/2006: 61.

#### Miejsca na podium
Reschwam Schulze nigdy nie stała na podium indywidualnych zawodów Pucharu Świata.